# شبكة فلسطين للحوار
شبكة فلسطين للحوار هو موقع إلكتروني إخباري حواري تفاعلي ومنوع، من المواقع الخمسين الأكثر زيارة في فلسطين حسب ترتيب أليكسا، إسلامية الانتماء، مرتبط بالمركز الفلسطيني للاعلام -وهو موقع غير رسمي لحركة حماس-، لكن الشبكة لا تتبنى أي موقف حزبي.

## تاريخ
كانت بداية الشبكة عام 2001م حيث قام بتأسيسها مجموعة من الشباب الفلسطيني، مرتبط بالمركز الفلسطيني للاعلام.

## الأولى في فلسطين 2014
حسب ترتيب أليكسا أصبحت شبكة فلسطين للحوار بعد سنوات من التفاعل هي الشبكة الحوارية الفلسطينية الأولى على شبكة الإنترنت بعدد أعضائها وأرقام موضوعاتها.

## شخصيات

### شهداء
هناك العديد من الشهداء الأعضاء في الشبكة زاد عددهم عن 34 شهيد ممن قتلهم جيش الاحتلال الإسرائيلي، وقد تم نشر سيرتهم الذاتية في صفحة خاصة على الشبكة مع ذكر اسم عضوية كل شهيد، ومنهم: محمد الهمص مرافق القائد في كتائب القسام أحمد الجعبري.
وفي الحرب على غزة 2014 (العصف المأكول) ارتفع عدد شهداء أعضاء الشبكة إلى أكثر من 50.

## إصدارات
اصدرت الشبكة عن طريق اعضائها ومحاورها المتنوعة العديد من المجلات والنشرات الإلكترونية التي نالت قبلولاً وانتشاراً ألكترونياً فلسطينياً، واهمها مجلة هنا فلسطين، بالإضافة إلى:
- التقرير السنوي لـ شبكة فلسطين للحوار 1434هـ - 2013م، تاريخ الإصدار: 4/3/2014 م
- كتاب المسابقة العلمية، الناشر: محور العلوم والتكنلوجيا، تاريخ الإصدار: 2013م
- حجارة السجيل؛ ميراث أبينا إسماعيل، الناشر: المحور الشرعي، تاريخ الإصدار: 2013م
- لبلاب، الناشر: محور العلوم والتكنلوجيا
- الاضطرابات السلوكية عند الأطفال، المؤلف: محور العلوم والتكنلوجيا تاريخ الإصدار: 2012م
- أمراض فايروسية، المؤلف: محور العلوم والتكنلوجيا، تاريخ الإصدار: 2012م
- عاشوراء وشهر الله المحرم، الناشر: المحور الشرعي، المؤلف: اللجنة الشرعية، تاريخ الإصدار: 2011-11-27
- التقاریر الخاصة باللاجئین الفلسطینیین في الذكرى ال 65، المؤلف: لجنة الأخبار والمستجدات، تاريخ الإصدار: 2013-05-21
- أحصائيات وأرقام: نشرة خاصة بيوم الأسير، المؤلف: لجنة أصدقاء الأسرى، تاريخ الإصدار: 17/4/2012
- مجد يعلو في سماء المجد -الشهيد محمد الهمص (المشرف: مجد)، تاريخ الإصدار: 2013-2-14
- حماس منذ انطلاقتها حتى معركة حجارة السجيل 1987 – 2012، تاريخ الإصدار: 2012-12-12
- المسارع النووي الكبير، المؤلف: ترى عيني مرابعها، تاريخ الإصدار: 2012-10-06
- حتى لا تضيع الأوطان من جديد، المؤلف: اللجنة الثقافية، تاريخ الإصدار: 2012-06-12
- «أنت والامتحانات» نصائح وتوجيهات للطلاب، المؤلف: المحور الشرعي، تاريخ الإصدار: 2012-12-23
- على عتبات الريان، المؤلف: المحور الشرعي، تاريخ الإصدار: 2012-07-10
- يوميّات ريّان في رمضان، المؤلف: المحور الشرعي، تاريخ الإصدار: 2012-09-12
- المسلسل الرمضاني، المؤلف: مجموعة من أعضاء المحور الثقافي، تاريخ الإصدار: 2012-09-10
- كناش رمضان 1433 هـ - 2012 م، المؤلف: اللجنة الثقافية - المحور الثقافي، تاريخ الإصدار: 2012-09-10
- الأعمال الكاملة للأديب خميس لطفي، المؤلف: اللجنة الثقافية - المحور الثقافي، تاريخ الإصدار: 2013-02-15
- الأعمال الكاملة للشاعر وجيه أبو العلا، المؤلف: اللجنة الثقافية - المحور الثقافي، تاريخ الإصدار: 2012-06-28 [4]

## روابط خارجية
- الموقع الرسمي